# A Young Man Is Gone
A A Young Man Is Gone Bobby Troup és Mike Love szerzeménye, amely a The Beach Boys 1963-as Little Deuce Coupe nagylemezén jelent meg.
A dallam megegyezik a Four Freshmen "Their Hearts Were Full of Spring" című számával, amihez Mike Love új szöveget irt, hogy a dal jobban passzoljon a többi autós témával foglalkozó dalhoz. A dal James Dean-nek állít emléket, aki egy autóbalesetben halt meg. „Legyen ismert örökké ahogy a Haragban a világgal” – írja Mike, aki az utolsó nagy filmjére érti, aminek James már nem érte meg a bemutatóját.
A dal a capella mű, és az érdekessége, hogy mind a hat Beach Boys tag énekel benne. A zenekar később felvette az eredeti verzióját is ennek a Four Freshmen dalnak, akik a kezdetekben az egyik legnagyobb hatással voltak az ifjú Brianre.

## Zenészek
- Brian Wilson – szólóvokál
- Carl Wilson – szólóvokál
- Dennis Wilson – szólóvokál
- Mike Love – szólóvokál
- David Marks – szólóvokál
- Al Jardine – szólóvokál